# Dragoljuba
Dragoljuba je žensko osebno ime.

## Izvor imena
Ime Dragoljuba je različica ženskega osebnega imena Draga.

## Pogostost imena
Po podatkih Statističnega urada Republike Slovenije je bilo na dan 31. decembra 2007 v Sloveniji število ženskih oseb z imenom Dragoljuba manjše kot 5 ali pa se to ime sploh ni uporabljalo.

## Osebni praznik
Osebe z imenom Dragoljuba lahko godujejo takrat kot Drago oziroma Draga.